# 凯特沃尔吉
凯特沃尔吉，是匈牙利沃什州所辖的一个村，总面积6.28平方公里，总人口122，人口密度19.4人/平方公里（2010年1月1日）。